# Geonoma hoffmanniana
Geonoma hoffmanniana är en enhjärtbladig växtart som beskrevs av Hermann Wendland och Richard Spruce. Geonoma hoffmanniana ingår i släktet Geonoma och familjen Arecaceae. Inga underarter finns listade i Catalogue of Life.